# Aanslag op de El-Ghribasynagoge op 11 april 2002
Bij de aanslag op de synagoge van El-Ghriba op 11 april 2002 werd een tankwagen, bedoeld voor watertransport, die was gevuld met aardgas en explosieven door de veiligheidsbarrières gereden bij de synagoge van El-Ghriba op het Tunesische eiland Djerba. De vrachtwagen kwam tot ontploffing aan de voorkant van de synagoge en doodde veertien Duitse toeristen, drie Tunesiërs en twee Fransen. Dertig anderen raakten gewond. Ook de aanslagpleger kwam om het leven.

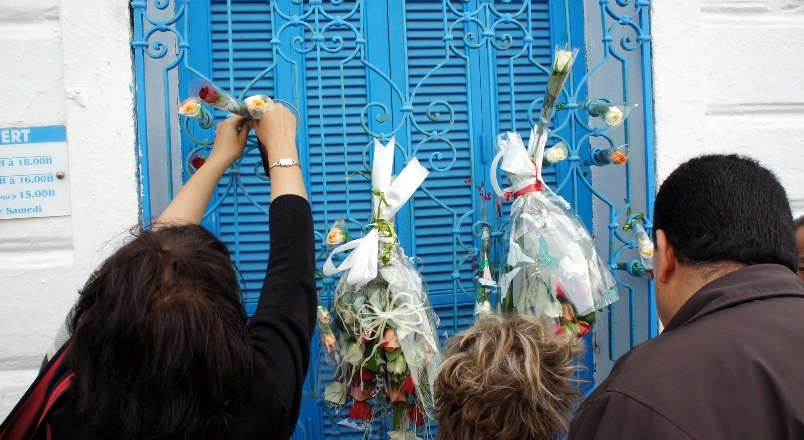
Bloemen ter gedachtenis aan de slachtoffers van de aanslag aan een raam van de synagoge op 11 april 2012

Hoewel de explosie aanvankelijk door de Tunesische autoriteiten een ongeluk werd genoemd, werd duidelijk dat het een opzettelijke aanslag was. Een 24-jarige man genaamd Nizar Ben Mohamed Nasr Nawar was de zelfmoordterrorist. Hij had hulp gekregen van anderen. Al-Qaida eiste later de verantwoordelijkheid voor de aanslag op. 
In april 2003 werd een Duitse man, genaamd Christian Ganczarski, in verband met de aanslag gearresteerd in Parijs. In februari 2009 werd Ganczarski veroordeeld tot 18 jaar gevangenisstraf voor de aanslag. De broer van de aanslagpleger, Walid Nawar, werd veroordeeld tot twaalf jaar gevangenisstraf.